# Parc national naturel d'Uramba Bahía Málaga
Le parc national naturel d'Uramba Bahía Málaga est un parc national situé dans le département de Valle del Cauca, en Colombie. Créé en 2010, il est le 56e parc national naturel de Colombie et l'un des plus récents.

## Géographie
La zone protégée est composée de près de 471 km2 de terre côtière et de zone maritime. Elle est localisée dans et autour de la baie de Málaga, sur la côte Pacifique colombienne, l'ensemble faisant partie de la municipalité de Buenaventura, dans le département du Valle del Cauca.

## Faune et flore
Les écosystèmes présents dans la zone protégée comprennent de la forêt tropicale humide, de la forêt de transition, de la forêt inondée, des mangroves, des estuaires, des plages et des zones pélagiques. La majeure partie de la réserve naturelle est vierge à l'exception des zones autour de quelques petites villes comme Juanchaco, Ladrilleros et La Barra, ainsi qu'une base navale colombienne.
Le parc est donc une zone de grande biodiversité et un lieu de prédilection pour la reproduction des baleines à bosse (Megaptera novaeangliae), faisant de cette zone une destination populaire pour l'observation des baleines qui viennent y élever leurs baleineaux de juin à octobre.